# 十字街头
《十字街头》是一部1937年摄制的中国悲喜剧电影，由沈西苓导演，白杨和赵丹两位明星主演。这部电影是1930年代中叶中日战争日益逼近时，中国电影的一个例证，与費穆的《狼山喋血记》、孙瑜的《大路》属于同一主题。 
《十字街头》的制作者是明星影片公司，这部电影表现了明星影片公司由于财政状况不佳，希望扩张到左翼电影市场，这一市场此前被对手联华影业公司独占。

## 情节
这部电影描写中国20世纪30年代四名大学毕业生：老赵、阿唐、刘大哥和小徐的奋斗人生。故事以他们的奋斗人生为主线，并且包含了一些浪漫情节。老赵（赵丹 饰）对生活充满信心，他在报馆找到一个校对职位；阿唐（吕班 饰）是个乐天派，他在商店找到一个布置橱窗的工作；刘大哥（沙蒙 饰）是个性格刚毅、有所作为的青年，在民族危亡的关头，回北方家乡参加抗击侵略者的斗争；小徐（伊明 饰）意志消沉懦弱，因为找不到工作而企图自杀，被救起之后返回家乡。老赵与一个住在后楼的在纱厂当教练员的姑娘杨芝瑛（白杨 饰）相爱了，但由于她上班的时间和老赵正好岔开，所以之前很久两人都不认识。
然而，随着抗日战争的扩大，意志消沉的小徐最终还是自杀了，而另外的三个朋友开始重新审视自己的人生。他们在混乱的人群中相遇在十字街头，继续坚定的向着前方迈进……

## 幕後人員
- 攝影：周詩穆，王玉如
- 置景：楊鏡心
- 收音：戴述周
- 劇務：洪鏞
- 場記：畢鑫章
- 場務：倪安東
- 洗印：顧友敏
- 剪接：錢筱璋
- 歌曲：賀綠汀
- 編劇·導演：沈西苓

## 家庭式軟體不同版本
- 國際版 《十字街头》(Region 1,DVD)在美国于2007年5月8日发行，由Cinema Epoch。碟片包含英语标题，以及孙瑜执导的电影《天明》的介绍。
- 香港版VCD《十字街头》 美亞鐳射影碟有限公司發行，「曾牽幾億中國人的心，懷舊經典中國電影」系列。
- 中國版DVD《十字街头》 俏佳人文化傳播有限公司發行，「百年經典百部珍藏」系列。